# 1562 Gondolatsch
1562 Gondolatsch este un asteroid din centura principală, descoperit pe 9 martie 1943, de Karl Reinmuth.

## Numele asteroidului
Asteroidul a primit numele în onoarea astronomului german Friedrich Gondolatsch.